# Magnus Klingius
Magnus Klingius, född 1612 i Norrköping, död 14 mars 1666 i Skärkinds socken, var en svensk präst och riksdagsman.

## Biografi
Magnus Klingius föddes 1612 i Norrköping. Han var son till borgmästaren Nils Jonsson och Elisabeth Jespersdotter. Klingius blev 1632 student vid Uppsala universitet och 1644 filosofilektor (logices) i Viborg. År 1645 blev han student vid Åbo akademi och 1648 filosofie magister vid Greifswalds universitet. Klingius blev 1649 latinlektor (eloguentiae) i Linköping och 1651 kyrkoherde i Skärkinds församling. Han blev samma år kontraktsprost i Skärkinds kontrakt och utnämndes 1666 tillkyrkoherde i Kuddby församling. Klingius avled 14 mars 1666 i Skärkinds socken och begravdes 8 april av biskopen Samuel Enander.
Klingius var 1652 riksdagsman vid riksdagen 1652.

### Familj
Klingius gifte sig 1647 med Anna Bjugg (1626–1688). Hon var dotter till kyrkoherden Petrus Bjugg och Maria Kylander i Söderköping. De fick tillsammans barnen Gertrud Klingius som var gift med kyrkoherden Abrahamus Aschanius i Askeby församling, Catharina Klingius (1652–1720) som var gift med kyrkoherden Magnus Sommelius i Skärkinds församling, Per Klingius (född 1655), Lisabeth Klingius (född 1658), Elin Klingius som var gift med skolmästaren Georg Borenius i Norrköping, Jesper Klingius (född 1663) och Jonas Klingius (född 1665).